# Třída De Zeven Provinciën
Třída De Zeven Provinciën je třída protiletadlových fregat Nizozemského královského námořnictva. Třídu tvoří celkem čtyři jednotky, zařazené do služby v letech 2002-2005 jako náhrada starších tříd Tromp a Jacob van Heemskerck.
Vývoj fregat proběhl jako součást společného projektu TFC (Trilateral Frigate Cooperation) s Německem a Španělskem, přičemž Německo postavilo vlastní příbuznou třídu Sachsen a Španělsko svou třídu Álvaro de Bazán, která se ovšem zcela zásadně liší použitím zbraňového systému Aegis.

## Stavba

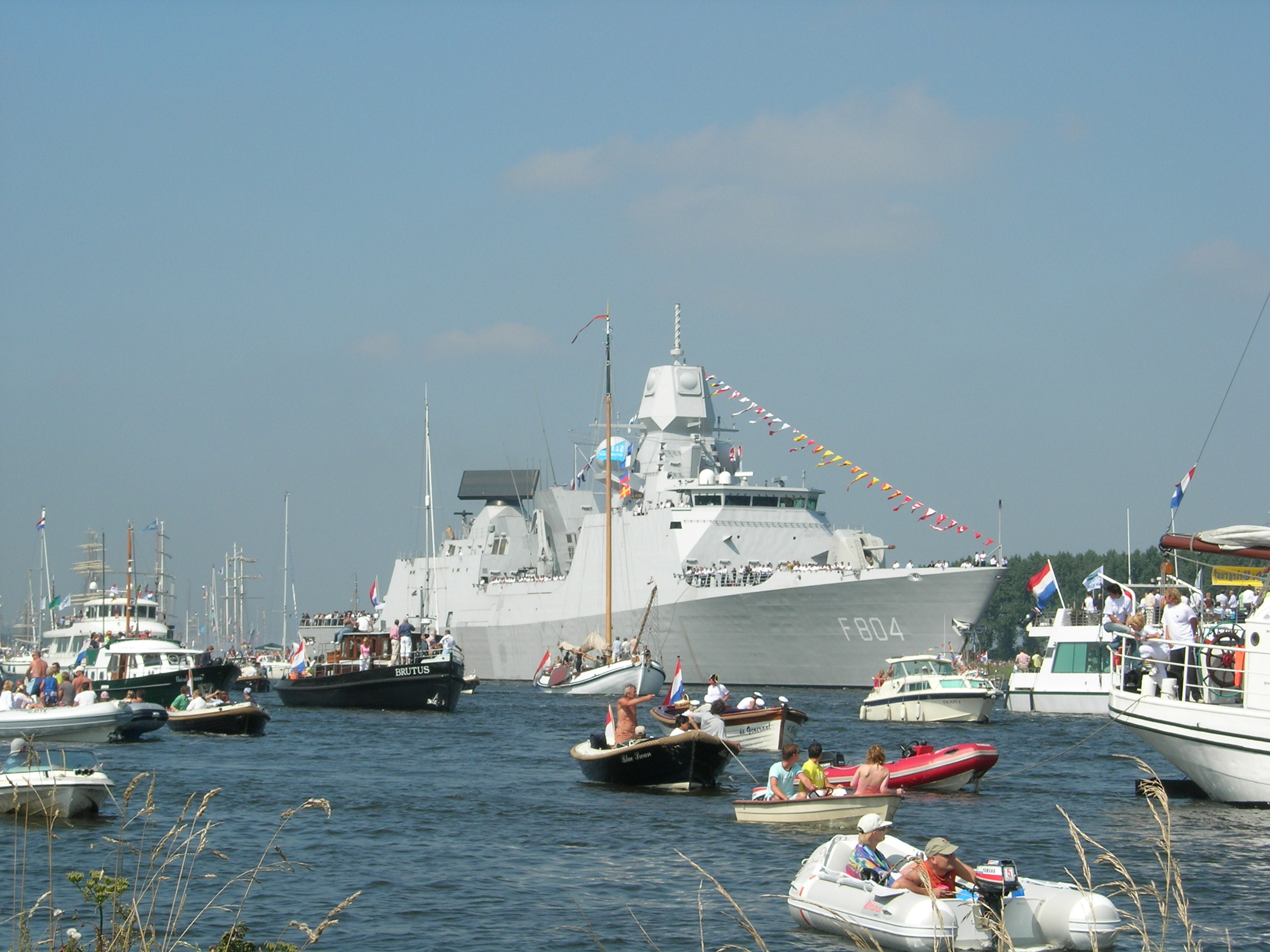
Evertsen (F804)

Třídu tvoří celkem čtyři jednotky, zařazené do služby v letech 2002–2005. Fregaty nesou tradiční jména De Zeven Provinciën (F802), Tromp (F803), De Ruyter (F804) a Evertsen (F805).
Jednotky třídy De Zeven Provinciën:
| Jméno                      | Zahájení stavby | Spuštěna na vodu | Uvedena do služby | Status  |
| -------------------------- | --------------- | ---------------- | ----------------- | ------- |
| De Zeven Provinciën (F802) | 1. září 1998    | 8. dubna 2000    | 26. dubna 2002    | aktivní |
| Tromp (F803)               | 3. září 1999    | 7. dubna 2001    | 14. března 2003   | aktivní |
| De Ruyter (F804)           | 1. září 2000    | 13. dubna 2002   | 1. dubna 2004     | aktivní |
| Evertsen (F805)            | 3. září 2001    | 19. dubna 2003   | 10. června 2005   | aktivní |

## Konstrukce

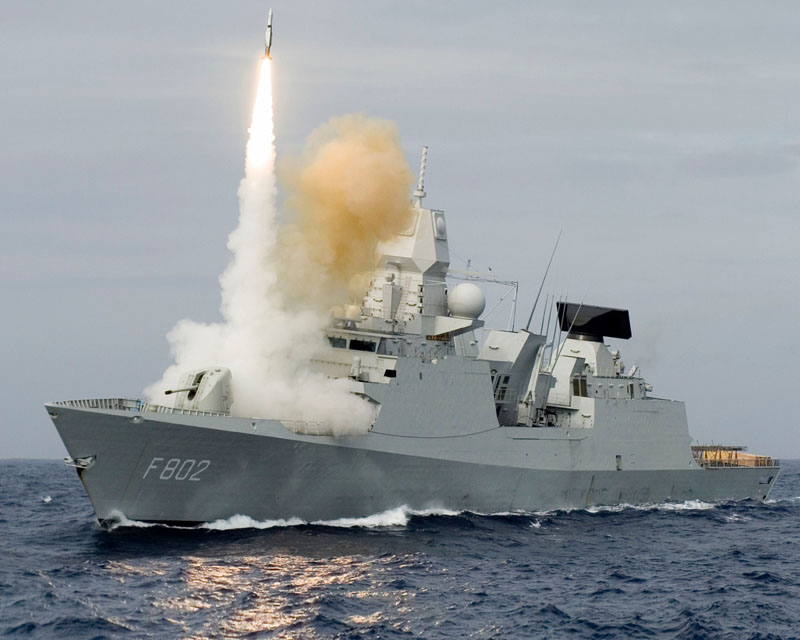
De Zeven Provinciën (F802) při vypuštění řízené střely Standard SM-2

V designu lodí byly použity prvky technologie stealth. Ve 40 buňkách vertikálního vypouštěcího zařízení Mk 41 je neseno 32 protiletadlových řízených střel moře-vzduch Standard SM-2 IIIA a 32 střel RIM-162 ESSM (čtyři v jedné buňce), sloužících zejména k obraně vůči protilodním střelám. Pro obranu proti protilodním střelám jsou neseny též dva 30mm kanónové systémy blízké obrany Goalkeeper. Fregaty dále nesou osm protilodních střel RGM-84F Harpoon. Při konstrukci lodí bylo počítáno s možností snadné úpravy pro použití amerických střel s plochou dráhou letu BGM-109 Tomahawk, ale z politických a finančních důvodů bylo od jejich zavedení do výzbroje v roce 2005 upuštěno. Hlavňovou výzbroj představuje jeden 127mm kanón Otobreda v dělové věži na přídi a dva 20mm automatické kanóny Oerlikon. Dále jsou vybaveny dvěma dvojitými 324mm torpédomety Mk 32 Mod 0 určenými k vypouštění lehkých protiponorkových torpéd Mk 46. Fregaty mají hangár pro jeden protiponorkový vrtulník typu NH90.

Evertsen (F804)

Pohonný systém je koncepce CODOG. Lodě mají dvě plynové turbíny Rolls-Royce Spey SM1C pro bojové situace a dva diesely Stork-Wartsila 16V6ST pro ekonomonický provoz. Rychlostní převodovky jsou vynechány a turbína může běžet, jenom když jsou diesely odpojeny. Lodní šrouby a kormidla jsou dva. Fregaty dosahují rychlosti až 29 uzlů. Dosah je 5 000 nám. mil při ekonomické rychlosti 18 uzlů.

### Modernizace
Všechny čtyři fregaty budou vyzbrojeny novými 127mm/64 kanóny LW Vulcano od společnosti Leonardo s nabíjecím automatem a schopností střelby chytrou munici VULCANO. Dodány mají být v letech 2025-2026. Nizozemská společnost Thales Netherlands zajistí jejich integraci do bojového řídícího systému fregat.